# Tuan Tunalı
Tuan Tunalı (Istanbul, 2 dicembre 1983) è un attore e modello turco, noto per aver interpretato il ruolo di Metin Avukat nella serie DayDreamer - Le ali del sogno (Erkenci Kuş).

## Biografia
Nato nel 1983 a Istanbul (Turchia) dalla madre Bahar Tunalı e dal padre Tarık Tunalı, Tuan ha studiato presso il Büyük College, al College XXIII e alla Tevfik Fikret High School, poi ha completato la sua laurea presso il dipartimento di radio, cinema e televisione dell'Università di Yeditepe, e ha completato il suo MBA in cinema a Parigi. Nel 2001 ha partecipato al concorsi per modelli promettenti, mentre nel 2008 ha partecipato al concorso come miglior modello di stampa e dove ha ottenuto il titolo come Miglior modello. Oltre a recitare, è professionalmente impegnato in badminton, biliardo e basket, e lavora anche come traduttore inglese e francese.
Dal 2009 al 2014 ha ricoperto il ruolo di Ozgur nella serie Deniz Yildizi. Nel 2018 ha interpretato il ruolo del commissario Selim nella serie Babamin Günahlari e quello di Mete nella serie Yasak Elma. Nello stesso anno ha ricoperto il ruolo di Metin Avukat nella serie DayDreamer - Le ali del sogno (Erkenci Kuş), insieme agli attori Can Yaman e Demet Özdemir. Nel 2021 ha preso parte al cast della serie Baht Zamani. Nel 2024 ha recitato nella serie La pasión turca e ricoperto il ruolo di Berkay nel film Kızı Kazan Aşk diretto da Onur Ögden.

## Vita privata
Dal 2014 al 2018 è stato sposato con l'attrice Hazal Filiz Küçükköse, conosciuta sul set della serie Deniz Yildizi.
Dal 2022 è legato sentimentalmente  italiana Angela Caccamo, concorrente di Miss Italia 2006. Nel marzo 2023 la coppia è convolata a nozze a Firenze  in Italia.

## Filmografia

### Cinema
- Kızı Kazan Aşk, regia di Onur Ögden (2024)

### Televisione
- Deniz Yildizi – serie TV, 1225 episodi (2009-2014)
- Babamin Günahlari – serie TV, 3 episodi (2018)
- Yasak Elma – serie TV, 5 episodi (2018)
- DayDreamer - Le ali del sogno (Erkenci Kuş) – serie TV, 11 episodi (2018)
- Baht Zamani – serie TV, 2 episodi (2021)
- La pasión turca – serie TV, 1 episodio (2024)

## Doppiatori italiani
Nelle versioni in italiano dei suoi film e delle sue serie TV, Tuan Tunalı è stato doppiato da:
- Gabriele Vender[22] in DayDreamer - Le ali del sogno[23]